# Chytropsia
Chytropsia é um género botânico pertencente à família Rubiaceae.